# Robinson Cancel
Robinson Castro Cancel (né le 4 mai 1976 à Lajas, Porto Rico) est un receveur de baseball ayant joué dans les Ligues majeures de 1999 à 2011. En 2012, il évolue pour les Sultanes de Monterrey de la Ligue mexicaine de baseball.

## Carrière
Robinson Cancel est drafté par les Brewers de Milwaukee au 16e tour de sélection en 1994. Il fait ses débuts dans le baseball majeur le 3 septembre 1999 avec les Brewers.
Cancel passe de nombreuses années dans le baseball indépendant et dans les ligues mineures avec des clubs affiliés aux Brewers, aux Athletics d'Oakland, aux Devil Rays de Tampa Bay, aux Cardinals de Saint-Louis et aux Mets de New York. Il refait surface dans les majeures avec ces derniers en 2008 alors qu'il dispute 27 parties, frappant pour ,245 de moyenne au bâton avec un circuit et 5 points produits. Il n'apparaît que dans une partie des Mets en 2009.
Mis sous contrat par les Astros de Houston pendant le camp d'entraînement en 2011, le receveur Cancel joue deux parties avec cette équipe dans la saison régulière qui suit.
Cancel joue la Série des Caraïbes 2011 avec les Criollos de Caguas.